# He Pingping
Pour les articles homonymes, voir Pingping.
He Pingping (chinois : 何平平 ; pinyin : Hé Píngpíng), né le 13 juillet 1988 à Ulaan Chab en République populaire de Chine (Mongolie-Intérieure) et mort le 13 mars 2010 à Rome en Italie, était un Chinois reconnu comme l'homme, capable de marcher, le plus petit du monde selon le Livre Guinness des records,.
Il était atteint d'une ostéogenèse imparfaite et mesurait 74,61 cm selon le livre des records en mars 2008,, cependant sa taille mesurée étant 29,2 pouces, la conversion devrait être 74,6 cm avec un seul chiffre significatif. Il était le troisième enfant d'une famille vivant dans le nord de la Chine. Ses deux sœurs ont eu une croissance normale.
Il s'est en partie fait connaître du grand public après un spectacle télévisé en juillet 2007 avec Bao Xishun, l'homme le plus grand du monde, un autre Chinois.
Il est décédé à l'âge de 21 ans, le 13 mars 2010, des suites d'une insuffisance respiratoire. Il avait été admis dans un hôpital de Rome, se plaignant de douleurs à la poitrine alors qu'il participait à une émission télévisée.
Son successeur est Chandra Bahadur Dangi, un Népalais de 54,6 cm pour 12 kg.

### Source
- (en) Cet article est partiellement ou en totalité issu de l’article de Wikipédia en anglais intitulé « He Pingping » (voir la liste des auteurs).